# Lohit字型
Lohit是一套設計覆蓋婆罗米系文字的字体，並由紅帽公司釋出。Lohit字型目前覆蓋了11種語言：阿萨姆语、孟加拉语、古吉拉特语、印地语、卡纳达语、马拉雅拉姆语、马拉地语、奥里亚语、旁遮普語、泰米尔语、泰卢固语。這套字體相當模組化，並使用GPL進行授權。2011年9月，他們追溯到先前的版本且以SIL開源字體授權重新授權。從2012年3月開始，Lohit字體被部份维基媒体基金会頁面做為網路字型所使用，像是维基百科。